# Colombia's Next Top Model
Colombia's Next Top Model (a menudo abreviado como CNTM), es un programa de telerrealidad colombiano basado en el popular formato estadounidense America's Next Top Model en el que un número de mujeres compite por el título de Colombia's Next Top Model y una oportunidad para iniciar su carrera en la industria del modelaje. Las 4 finalistas serán Chicas Águila y la ganadora recibirá 100 millones de pesos colombianos. Además, durante el programa, podrán ganar hasta 250 millones de pesos en retos individuales. Es el tercer formato Next Top Model en Latinoamérica después de Brazil's Next Top Model y Mexico's Next Top Model.
La serie fue creada por la presentadora y ex-modelo Tyra Banks y en Colombia es presentada por Carolina Guerra, quien también es modelo. El primer ciclo se estrenó el 8 de enero de 2013. El 14 de diciembre de 2012 el programa fue lanzado a la prensa colombiana donde los medios de comunicación pudieron compartir junto a los jurados del programa: Kika Rocha, Raúl Higuera y Catalina Aristizábal, además de Franklin Ramos, quien será el tutor de estas hermosas modelos y Carolina Guerra. Con una multitudinaria asistencia y la participación de las bellas modelos que forman parte del concurso, la prensa y demás invitados especiales pudieron apreciar en exclusiva el primer capítulo de esta producción, en un elegante almuerzo.
La segunda temporada del programa fue confirmada el día 23 de marzo de 2013, se estrenó el 13 de enero de 2014, su tutor es el mismo de la primera temporada y Carolina Cruz es la nueva presentadora.

## Sinopsis
Colombia's Next Top Model es un programa basado en el formato estadounidense America's Next Top Model el cual es idea original de Tyra Banks. El programa busca a la mejor modelo del país y para ello las participantes deben pasar por duras pruebas y retos semanales, los cuales serán evaluados por un selecto jurado especializado en el tema de moda y pasarelas.

## Formato
La base de todas las versiones del programa está conformada por un grupo de jóvenes aspirantes a modelo que conviven en la misma casa durante una determinada cantidad de semana al mismo tiempo que forman parte de distintos desafíos y pruebas, photoshoots y encuentros con distintas figuras de la industria del modelaje. Normalmente, la concursante con el peor desempeño de cada semana es eliminada, y así es la dinámica de la competencia hasta que la última concursante que no fue eliminada es coronada como Colombia's Next Top Model, un contrato con una agencia de modelaje y una serie de otros premios.

## Dinámica
La dinámica del programa consta de capítulos de eliminación que son los impares y capítulos de salvación que son los pares. Cada capítulo tiene un reto. En los impares, una modelo saldrá de la competencia y la vencedora tendrá la ventaja sobre las demás modelos en la eliminación. La herramienta del jurado para elegir a la ganadora serán los registros fotográficos. Para los capítulos pares la ganadora obtendrá la salvación y tendrá un premio en dinero que irá aumentando de 5 en 5 millones de pesos. En total se repartirán 250 millones de pesos.

## Equipo del programa

### Presentadora
- Carolina Guerra: es una actriz, modelo, cantante y presentadora colombiana nacida en Bogotá quien representó a Bogotá en El Miss Colombia pero fue destituida (Temporada 1).
- Carolina Cruz: es una modelo, empresaria, presentadora colombiana (Temporada 2).

| Presentadoras   | Temporadas | Temporadas | Temporadas |
| Presentadoras   | 1          | 2          | 3          |
| --------------- | ---------- | ---------- | ---------- |
| Carolina Guerra | ♦          |            |            |
| Carolina Cruz   |            | ♦          | ♦          |

### Tutor
- Franklin Ramos: Se ha dedicado a resaltar la belleza de las mujeres y reafirmar la fortaleza de la estética masculina. Tiene 20 años de experiencia profesional en el universo de la imagen son la base fundamental. Ha estado en la dirección de maquillaje y peinados en el back stage de Colombiamoda y ha sido el maquillador oficial de una reconocida marca de maquillaje en Colombia. Así mismo ha trabajado con artistas de talla mundial como Hillary Duff, Fergie, Steven Tyler, Paola Turbay y Sofía Vergara, entre otros. Ahora es el tutor de las participantes que luchan por el sueño de ser la próxima Top Model colombiana.

### Jurado
- Kika Rocha: Es abogada de profesión, sin embargo su talento para escribir hizo que trabajara en Publicaciones Semana como periodista y productora fotográfica en revistas como Dinero y Fucsia. Más adelante estudió una maestría en publicaciones en la Universidad de Nueva York, sus prácticas las hizo en Time Inc., la casa de publicaciones más grande de Estados Unidos. Finalmente desde el 2002 es la editora de belleza y moda para una de las revistas más leídas en la comunidad latina de Estados Unidos. People en español. Y ahora llega a Colombia's Next Top Model como una de las tres jurados que elegirá a la próxima súper modelo colombiana.
- Raúl Higuera: Es publicista de profesión. Viajó a París y trabajó como fotógrafo en la Federación de Alta Costura Prét á Porter, en agencias de modelos y en revistas como Inoui. En Colombia ha trabajó en las editoriales de moda de la revista Infashion. Así mismo lo ha hecho para casi todas las revistas nacionales e internacionales como Vanidades, Maxim, Enforma, ID de Inglaterra y Hola de España, entre otras. Esta experiencia le ha permitido consolidarse como uno de los fotógrafos más solicitados del país. Su talento ha llegado a miles de kilómetros de distancia como París, Londres, Nueva York y Ciudad de México, donde ya se hizo un nombre que lo tiene posicionado dentro de los 100 mejores fotógrafos publicitarios del mundo. Ahora está como uno de los tres jurados que elegirá a la próxima súper modelo colombiana en Colombia's Next Top Model.
- Catalina Aristizábal: Esta modelo, actriz y presentadora colombiana inició su carrera de modelaje a los 13 años de edad, siendo modelo de catálogos, joyas y maquillaje. Por su talento fue escogida para desfilar ropa informal, interior e incluso de alta costura en las más importantes pasarelas nacionales y además ha trabajado con varias empresas reconocidas como la imagen de sus campañas publicitarias. Hoy en día es una de las tres jurados que elegirá a la próxima súper modelo colombiana en Colombia's Next Top Model.
- Mauricio Vélez: Fotógrafo colombiano, hizo parte de la tercera temporada de Mexico's Next Top Model. Estudió en el Instituto Italiano de Fotografía, en Milán, fue asistente de Bob Kreeger, el famoso fotógrafo de moda de Uomo Vogue. Ha trabajado con las divas Amparo Grisales y Natalia París. Lo que busca en una modelo es ángel, carisma y profesionalismo.

| Jueces               | Temporadas | Temporadas | Temporadas |
| Jueces               | 1          | 2          | 3          |
| -------------------- | ---------- | ---------- | ---------- |
| Kika Rocha           | ♦          | ♦          | ♦          |
| Raúl Higuera         | ♦          |            |            |
| Catalina Aristizábal | ♦          | ♦          |            |
| Mauricio Vélez       |            | ♦          | ♦          |
| Karen Carreño        |            |            | ♦          |

## Ciclos
| Ciclo | Fechas de emisión                           | Ganadora          | Finalistas                                     | Número de concursantes | Destino          |
| ----- | ------------------------------------------- | ----------------- | ---------------------------------------------- | ---------------------- | ---------------- |
| 1     | 8 de enero de 2013 — 1 de febrero de 2013   | Mónica Castaño    | Anggie Ann Bryan, Claudia Castro & Lis Henao   | 15                     | Cartagena        |
| 2     | 13 de enero de 2014 — 7 de febrero de 2014  | Yuriko Londoño    | Juliana Moreno, Lilibeth Romero & Lina Cardona | 16                     | San Andrés Islas |
| 3     | 10 de enero de 2017 - 10 de febrero de 2017 | Alejandra Merlano | Sasha Palma, María Camila Giraldo              | 16                     | Bogotá           |

## Media Temporadas
| Edición                                          | Capítulos | Fecha | Rating Hogares | Rating Personas |
| ------------------------------------------------ | --------- | ----- | -------------- | --------------- |
| [ 1 ] Colombia's Next Top Model: Primera edición | 18        | 2013  | 30,9           | 12,1            |
| [ 2 ] Colombia's Next Top Model: Segunda edición | 20        | 2014  | 25,4           | 9,8             |
| [ 3 ] Colombia's Next Top Model: Tercera edición | 21        | 2017  |                | 9,2             |

## Palmarés
| Edición                                          | Capítulos | Fecha | Ganadora          | Segunda                                     |
| ------------------------------------------------ | --------- | ----- | ----------------- | ------------------------------------------- |
| [ 1 ] Colombia's Next Top Model: Primera edición | 18        | 2013  | Mónica Castaño    | Anggie Ann Bryan Lis Henao Claudia Castro   |
| [ 2 ] Colombia's Next Top Model: Segunda edición | 20        | 2014  | Yuriko Londoño    | Juliana Moreno Lilibeth Romero Lina Cardona |
| [ 3 ] Colombia's Next Top Model: Tercera Edición | 21        | 2017  | Alejandra Merlano | Sasha Palma María Camila Giraldo            |